# Justitiekanslern (Sverige)
Justitiekanslern (JK) är en myndighet som har till syfte att kontrollera att andra myndigheter efterlever Sveriges lagar och andra författningar. Justitiekanslern har sedan 1998 en mer övergripande tillsyn som främst är inriktad på att upptäcka systematiska fel i den offentliga verksamheten. JK är sålunda en rättsvårdande central förvaltningsmyndighet. Ämbetet lyder under regeringen; dess existens och verksamhet är delvis bestämd i grundlag.
Justitiekanslerns uppgift är att på regeringens uppdrag övervaka att myndigheterna, deras tjänstemän samt advokater, fullgör sina uppgifter i enlighet med gällande rättsregler (jämför Riksrevisionens verksamhetsrevision). Tillsynen gäller både statens och kommunernas myndigheter, men inte myndigheter under riksdagen. JK är som åklagare den ende som har rätt att väcka åtal för yttrande- och tryckfrihetsbrott (se Yttrandefrihetsgrundlagen och Tryckfrihetsförordningen). Justitiekanslern behöver dock inte verkställa sina egna beslut om åtal: än idag är allmänna åklagare, som normalt sorterar under riksåklagaren, skyldiga att väcka och utföra åtal i enlighet med uppdrag från JK.
Justitiekanslerns uppgifter kan jämföras med Riksdagens ombudsmän (Justitieombudsmannen, JO). JK tar emot anmälningar från enskilda och är en form av ombudsman. JK är även ombudsman för staten och regeringen i vissa sammanhang och främst sammanhang där staten krävs på skadestånd. 

## Befogenheter
Justitiekanslern kan:
- anmäla försumliga advokater till advokatsamfundets disciplinnämnd
- överklaga beslut av advokatsamfundets disciplinnämnd till Högsta domstolen
- anmäla försumliga tjänstemän till respektive personalansvarsnämnd
- överklaga personalansvarsnämnds beslut till domstol
- som särskild åklagare åtala för fel och försumlighet i tjänsten
- som exklusiv åklagare åtala i tryckfrihets- och yttrandefrihetsmål
- väcka talan om avsättning av ledamot i Högsta domstolen eller Högsta förvaltningsdomstolen (Utöver JK är det endast JO som har denna möjlighet.)
- sitta med under överläggning vid domstol eller myndighet.
- besluta och förhandla om skadestånd (ingå förlikning) med enskilda juridiska personer som söker skadestånd för överträdelser av unionsrätten.
- besluta om fördelning av skadestånd mellan olika delar av staten inklusive kommuner samt vilken myndighet som ska utbetala skadestånd.

Utöver detta är JK vanligen den myndighet som representerar och företräder staten vid krav på skadestånd i Europadomstolen eller andra internationella domstolar.
Den som vill söka skadestånd av staten, till exempel på grund av att han suttit felaktigt häktad eller fängslad eller lidit skada på grund av något annat felaktigt myndighetsbeslut, kan göra detta genom att ansöka hos justitiekanslern, som har författningsenliga rättigheter och skyldigheter att reglera skadestånd för statens räkning.

## Verksamheten

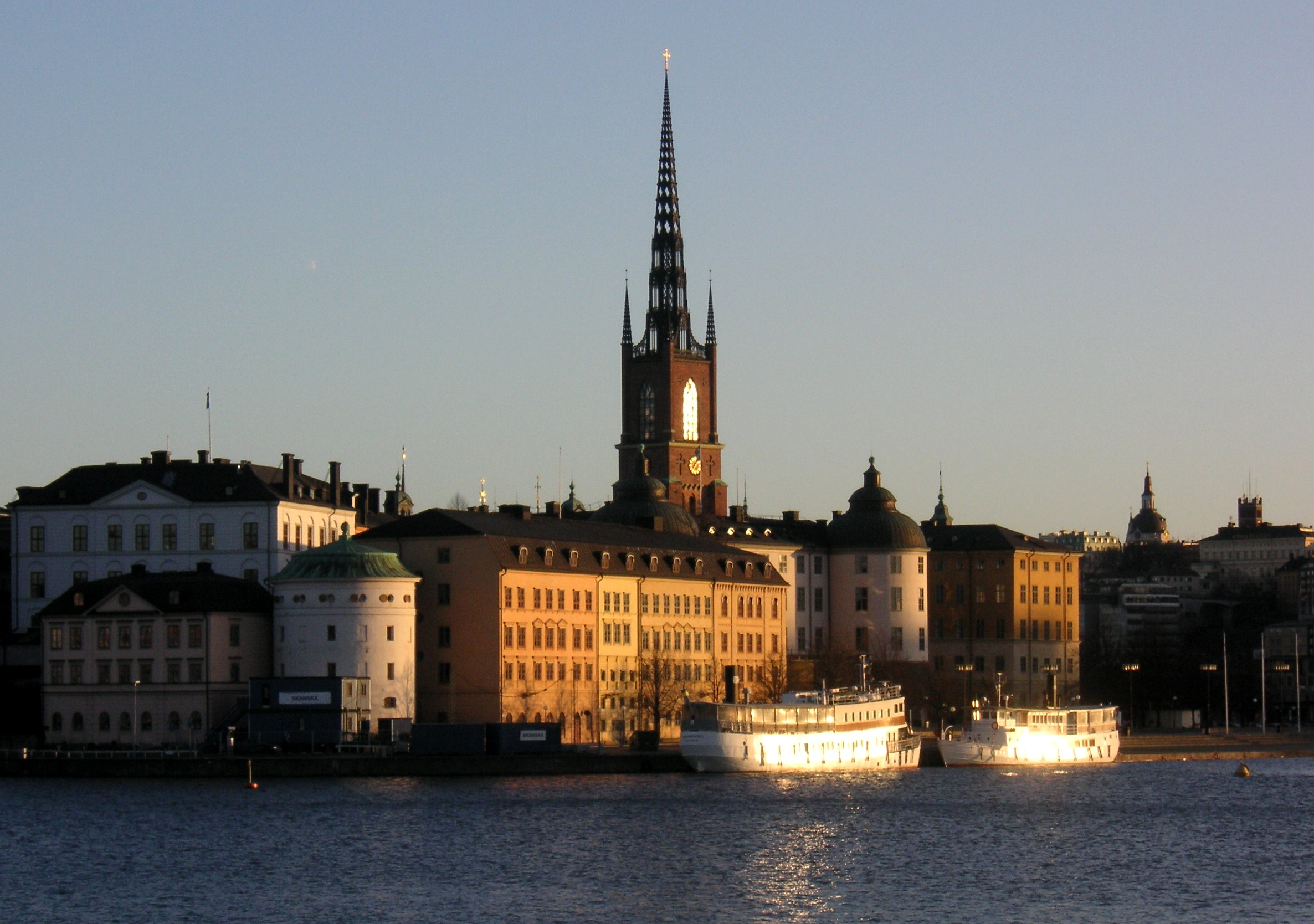
Justitiekanslerns fastigheter på Riddarholmen

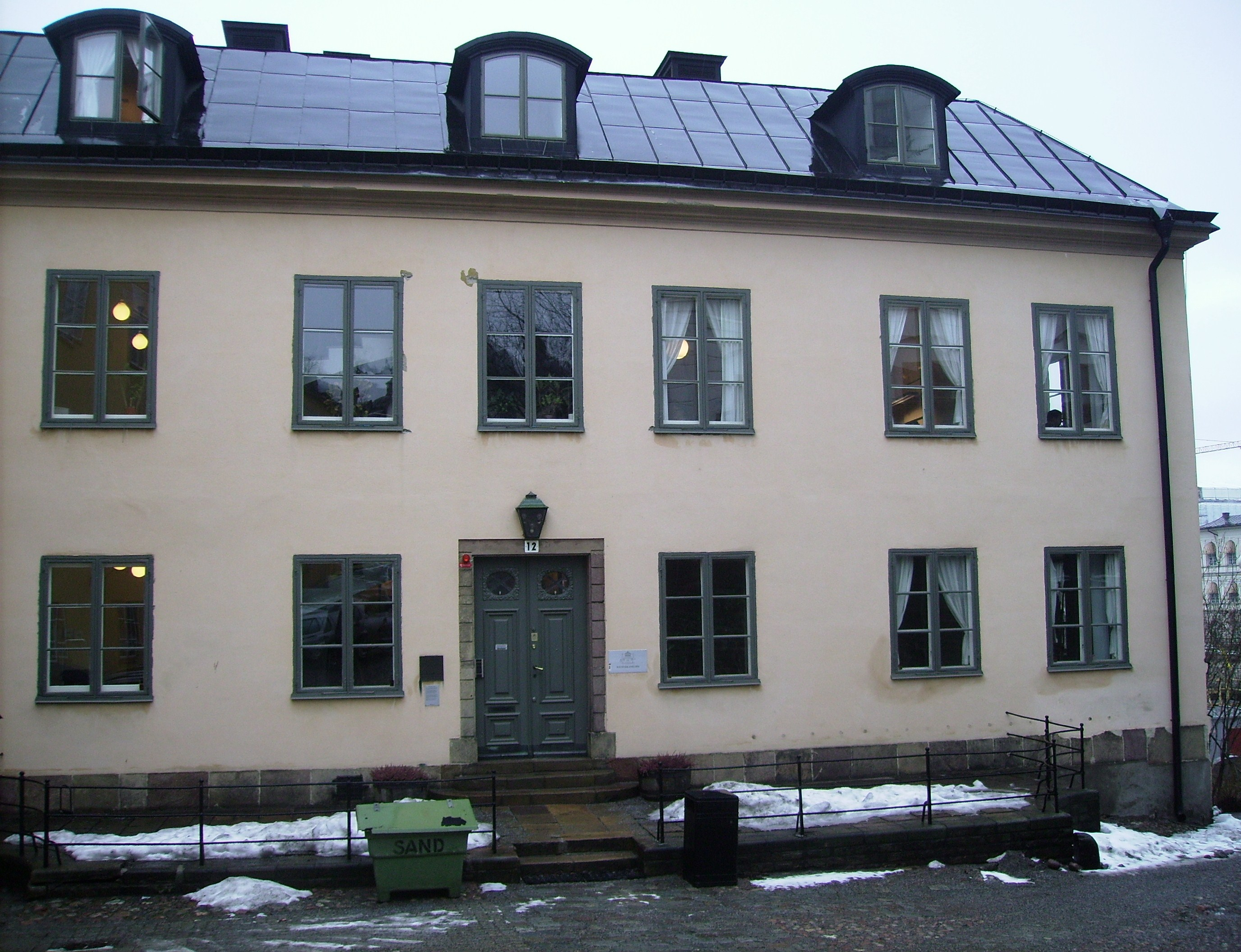
Entré till Överkommissariens hus

### Expedition
Justitiekanslern har sedan 1997 sin expedition i fastigheterna Gamla Auktionsverket, Birger jarls torn och Överkommissariens hus på Birger Jarls torg 12 på Riddarholmen i Stockholm, granne med Svea hovrätt. Dessförinnan hade man från 1988 delat lokaler med Arbetsdomstolen på Stora Nygatan 2 i Gamla Stan i Stockholm. Ännu tidigare fanns justitiekanslern under 90 år i Riddarhuspalatsets östra flygel.

### Verksamhetens omfång
Antalet inkomna ärenden till JK ökade från 4 130 stycken för 2003 till 4 567 för 2004, vilket motsvarar 10,5 procents ökning. Antalet avgjorda ärenden ökade under samma tid från 4 206 till 4 588 eller med 9 procent. Antalet ärenden i balans den 1 januari 2004 var 882 och 1 januari nästföljande år 861 stycken. Handläggningstiderna ökade under perioden vad avser skadeståndsärenden från i genomsnitt 155 till 160 dagar. För tryck- och yttrandefrihetsärendena minskade handläggningstiderna från i genomsnitt från 50 till 25 dagar. 
Personalen bestod vid utgången av 2023 av 38 kvinnor och 16 män. De anställda har befattningar som justitiekansler, fyra byråchefer, flera föredragande, en kanslichef, en registrator, en byråassistent, en expeditionsförman, flera beredningsjurister och en utredningssekreterare.
JK hade en totalbudget för 2023 på 88 miljoner kronor, och intäkterna bestod till största delen av statliga anslag, men även till viss del av avgifter.

### Rättslig reglering idag
Enligt regeringsformen lyder JK under regeringen. Åtal för brott i utövningen av tjänst som ledamot av Högsta domstolen eller Högsta förvaltningsdomstolen ska enligt regeringsformen väckas i Högsta domstolen av JO eller JK. Högsta domstolen prövar också på talan av JO eller JK om ledamot av Högsta domstolen eller Högsta förvaltningsdomstolen ska skiljas eller avstängas från sin tjänst eller vara skyldig att undergå läkarundersökning. Enligt regeringsformen kan domare enbart skiljas från tjänsten genom domstolsbeslut.
Tryckfrihetsförordningen stadgar att JK är ensam åklagare i mål om tryckfrihetsbrott. Ingen annan får inleda förundersökning rörande tryckfrihetsbrott. Endast JK och domstol kan besluta om tvångsmedel med anledning av misstanke om sådant brott. JK är vidare ensam åklagare i annat tryckfrihetsmål än mål om tryckfrihetsbrott samt i mål som annars avser brott mot bestämmelse i tryckfrihetsförordningen. 
JK utövar tillsyn över att de som utövar offentlig verksamhet efterlever lagar och andra författningar samt i övrigt fullgör sina åligganden med stöd av i första hand lag (1975:1339) om justitiekanslerns tillsyn. Det är värt att påpeka att JK saknar ställföreträdare. I princip måste alltså JK personligen meddela beslut i alla de ärenden som anhängiggörs hos honom. I ärenden av enkel beskaffenhet kan byråchefer hos JK meddela beslut på egen hand.
Det har diskuterats huruvida JK, som är regeringens högste ombudsman, ska ha rätt att utöva tillsyn över domstolar eftersom det minskar domstolarnas oavhängighet. Frågan är dock om denna kritik är berättigad eftersom domstolarna i många avseenden saknar det som i internationell mening menas med oavhängighet eller egenskapen av tribunal enligt Europakonventionen, det vill säga förenklat en domstol uppsatt och ordnad enligt lag, tillämpande "rule of law" med fullständig lagtillämpning, befogenhet och jurisdiktion, samt som är både objektivt och subjektivt oberoende och opartisk av parterna i målet. Egenskapen av att vara tribunal enligt Europakonventionen saknar en negativ skala och justitiekanslern har av Europadomstolen beslutats vara ett effektivt rättsmedel för utbetalande av skadestånd för påstådda överträdelser av Europakonventionen.

### Utökade uppgifter
Under vårriksdagen 2006 behandlas ett förslag om Förbättrad kontroll av rättsliga biträdens ersättningsanspråk (JuU10). Det föreslås av regeringen att rätten att överklaga beslut om bl.a. rättshjälp (ersättning till advokater m.m.) flyttas från domstolsverket till JK. Skälet är att domstolsverket såsom central samordnande myndighet för domstolarna hamnar i en intressekonflikt om man samtidigt ska ha till uppgift att ifrågasätta domstolarnas bedömning i rättshjälpsärenden.

### Verksamhetsmål
I sin offentliga årsredovisning för 2004 anger JK att som ”mål för verksamheten under året ...  (har) gällt”:
| ” | Justitiekanslern skall värna rättssäkerheten och bidra till en fortsatt hög kvalitet inom den offentliga verksamheten samt medverka till ett starkt förtroende för advokatväsendet. Justitiekanslern skall vidare värna tryck- och yttrandefriheten utan att ge avkall på motstående intressen, såsom intresset av att bekämpa tryck- och yttrandefrihetsbrott, samt medverka till att rättstillämpningen och lagföringen på tryck- och yttrandefrihetsrättens område blir effektiv och rättssäker. När det gäller skadestånd skall Justitiekanslern se till att den enskilde kommer till sin rätt utan att det allmännas intresse sätts åt sidan. Vidare skall Justitiekanslern med beaktande av den enskildes rätt ta till vara statens intresse i rättsliga angelägenheter. Slutligen skall Justitiekanslern värna den enskildes integritet utan att ge avkall på motstående intressen, såsom intresset av att bekämpa brott och intresset av ett effektivt kreditsystem, samt medverka till att rättstillämpningen inom de berörda områdena blir effektiv och rättssäker. | „ |

## Historia
JK började fungera 1714, men fick sitt nuvarande namn 1719, och var därefter till 1766 kungens ombudsman (kronjurist), mellan 1766 och 1772 ständernas ombudsman, 1772 till 1975 åter kungens (jämför Kungl. Maj:t) ombudsman, och sedan nuvarande regeringsformen trädde ikraft 1975 regeringens ombudsman på vilken det ankommer att bevaka statens enskilda rätt i alla sammanhang. Mellan 1787 och 1809 (1840) var justitiekanslern närmast att jämföra med en justitieminister.
Fram till 1948 var justitiekanslern dessutom högste åklagare i riket (han var alltså det som idag motsvaras av riksåklagare); nämnda år fick han första gången konkurrens av en riksåklagare, som övertog dessa uppgifter som chef över åklagarväsendet.
I en parallell funktion finns sedan 1809 Justitieombudsmannen (JO) såsom riksdagens ombudsman. 
Ämbetet är gammalt, men namnet går bara tillbaka till 1719. Svea hovrätt fick vid inrättandet (1614) två fiskalstjänster, av vilka den ene, i 1634 års regeringsform kallad riksfiskalen, skulle tjänstgöra som allmän åklagare å regeringens vägnar. Ett nytt ämbete upprättades 1638, då generalgevaldigern B.St. von Stenhusen förordnades till generalriksschultz, med en myndighet, som närmast motsvarade nuvarande JK:s, men ändå med ett vidsträcktare kompetensområde.
I Karl XII:s kansliordning, som utfärdades den 26 oktober 1713, stadgades, att en kungens högste ombudsman skulle vara högste åklagare och tillika närvara i rådet, då justitieärenden avgjordes. Karl XII befann sig då i Turkiet och hade varit utomlands i närmare 13 år. Som resultat av utlandsvistelsen hade det uppstått problem inom administrationen hemma i Sverige. Han inrättade därför Högste Ombudsmannen, som skulle vara hans främste representant hemma i Sverige. Den Högste Ombudsmannens uppgift var att se till att domare och tjänstemän agerade i enlighet med gällande lagar och i övrigt fullföljde sina uppgifter.
I kansliordningen av 29 maj 1719 överlämnades övervakningen av rättsapparaten åt en ämbetsman med titel justitiekansler, vilken dessutom var chef för Nedre justitierevisionen och skulle vara närvarande i rådet vid föredragningen av justitiemål. Under tiden 1766-1772 skulle JK utses av rikets ständer och var då att anse som även deras ombudsman. Under denna period, det vill säga mitten av 1700-talet, tillkom också JK:s tillsynsverksamhet, delvis beroende på folkligt missnöje med maktmissbruk hos lokala statliga befattningshavare. JK:s åligganden har sedan dess till stor del blivit oförändrade. 
1787 erhöll justitiekanslern närmast en justitieministers befogenheter och dåvarande justitiekanslern Carl Axel Wachtmeister erhöll 1787 titeln riksdrots. 1809-1840 var justitiekanslern Nedre justitierevisionens chef och hade säte och stämma i statsrådet vid så kallad justitiekonselj.
Efter departementalreformen 1840 förändrades JK:s uppgifter och ansvarsområde. Det skulle dock i praktiken dröja flera decennier innan reformen slagit igenom helt och hållet. 1840 upphörde skyldigheten för JK att närvara i statsrådet vid behandling av justitieärenden, men han skulle fortfarande kunna adjungeras till statsrådet. Först sedan en ny ”stat” (motsvarande långtidsbudget eller verksamhetsplan) fastställts för JK, utfärdades ny instruktion för justitiekanslersämbetet 29 november 1878. I denna instruktion hade skyldigheten enligt föregående instruktion att vara ordförande i Nedre justitierevisionen och att i vissa fall närvara i Kunglig Majestät tagits bort. Istället intogs en föreskrift om att JK skulle avge utlåtanden i mål och ärenden, i vilka Kungl. Maj:t fann det lämpligt att höra JK.
I instruktionen stadgades även om den 16 maj 1827 och 8 december 1848 ålagda skyldigheten för JK att besluta angående fullföljd av talan (det vill säga överklagande) i civila rättegångar rörande Kronans enskilda rätt, och om att JK skulle av kungen motta alla ansökningar, som lämnats direkt till denne och inte till behörig myndighet, och ombesörja, att ansökningarna blev vederbörligen ingivna. Slutligen bestämdes det i 1878 års instruktion att om disciplinära åtgärder skulle vidtas mot JK själv, beroende på att han
1. beslagits med fel eller försummelse i ämbetet eller
2. utan tillstånd eller laga förfall uteblivit från tjänst, och
3. Kungl maj:t beslutat om åtal för detta, skulle sådant anställas hos Högsta domstolen av den person, som Kungl. Maj:t i varje särskilt fall förordnade.

### JK som chef för åklagarväsendet
Lokala åklagare, då kallade kronofogdar (det fanns även landsfiskaler och stadsfiskaler), utförde från 1714 sin tjänst i samråd med respektive landshövding. Enligt en instruktion för JK från 25 juni 1719 kom dock kronofogdarna att istället lyda under Justitiekanslern som alltså fungerade som landets riksåklagare fram till år 1948. Utnämningsrätten avseende landsfiskaler bibehölls dock hos Kammarkollegium till 1780, när JK dock istället fick överta rätten.
Enligt 1809 års regeringsform ålåg det JK, att, i egenskap av kungens högste ombudsman, själv föra eller genom de under honom lydande fiskalerna låta föra kungens talan i mål, som rörde 1) allmän säkerhet och 2) kronans enskilda rätt, samt att, å kungens vägnar, ha tillsyn över rättvisans handhavande och i sådan egenskap beivra fel, som begåtts av domare och ämbetsmän. Det verksamhetsområde som JK fått i 1809 års RF, var närmare bestämt och utvecklat i kunglig instruktion för justitiekanslersämbetet. 
I samband med fögderiförvaltningens omorganisation upphävdes, genom en kunglig kungörelse 14 december 1917, en då gällande instruktion för kronofogdarna av 10 november 1855. Enligt en ny kunglig instruktion för landsfiskalerna av samma dag skulle landsfiskalerna lyda under respektive länsstyrelse, som även ägde att till- och avsätta dem.
Efter departementalreformen 1840 när JK förlorade sin plats i statsrådet inträffade sedan den största förändringen för JK:s vidkommande vid rättegångsbalkens ikraftträdande 1948, när riksåklagarämbetet tillskapades.
Utom ovannämnda angivna åligganden, var det även tidigare JK:s uppgift att vaka över tryckfriheten och åtala tryckfrihetsbrott.
I den rangordning som existerade fram till 1909 hade JK generallöjtnants rang.

### Lista över ämbetsinnehavare
- 1714–1718: Anders Leijonstedt

Med titeln justitiekansler:
- 1719–1723: Gabriel Stierncrona
- 1723–1728: Thomas Fehman
- 1728–1736: Johan Cederbielke
- 1737–1739: Olof Nordenstråle
- 1739–1741: Bernhard Cederholm
- 1742–1747: Peter Silfverskiöld
- 1747–1750: Carl Gustaf Löwenhielm
- 1750–1753: Johan Gerdesköld
- 1753–1755: Carl Lagerberg
- 1755–1758: Adam Fredenstjerna
- 1758–1769: Erik von Stockenström (1766 utsedd av riksens ständer)
- 1770–1772: Johan Rosir (utsedd av ständerna 30 november 1769)
- 1772–1779: Joakim Vilhelm Liliestråle (vald i mars 1772 av ständerna, bekräftad efter revolutionen samma år av kungen 1 februari 1773)
- 1779–1793: K.A. Trolle Wachtmeister
  - 1788–1792: Herman af Låstbom (tjänsteförrättande)
- 1793–1796: Göran Vilhelm Lode
- 1796–1809: K.A. Trolle Wachtmeister
  - Fredrik Gyllenborg (tjänsteförrättande)
- 1809–1817: Hans Gabriel Trolle-Wachtmeister
  - Wilhelm af Klinteberg (tjänsteförrättande)
- 1817–1819: Jonas Gustaf Turdfjæll
- 1819–1835: Erik Johan Bergenschöld
- 1835: Roland Martin (tillförordnad)
- 1835: Nils Snoilsky (tillförordnad)
- 1836–1837: Carl Petter Törnebladh
- 1837–1840: Klas Ulrik Nerman
- 1840–1844: Arvid Gustaf Faxe
- 1844–1848: Nils Samuel von Koch (tjänsteförrättande)
- 1848–1866: Nils Samuel von Koch
  - 1854, 1855: Carl Johan Thyselius (tjänsteförrättande)
  - 1859: Waldemar Wretman (tillförordnad)
- 1866–1867: Arendt Dreijer
- 1867–1869: Frans Fabian Huss
- 1869–1886: Carl Gustaf Carlsson Leijonhufvud
- 1886–1899: Johan Erik Elliot
- 1899–1919: Emil Sjöberg
  - 1906–1908 Hugo Warmark (tillförordnad)
- 1919–1933: Oscar Henry Arsell
- 1933–1937 Karl-Gustaf Hjärne
- 1937–1961: Olof Alsén
- 1962–1967: Sten Rudholm
- 1967–1973: Bengt Lännergren
- 1973–1980: Ingvar Gullnäs
- 1980–1987: Bengt Hamdahl
- 1987–1992: Hans Stark
- 1992–1996: Johan Hirschfeldt
- 1996–2001: Hans Regner
- 2001–2009: Göran Lambertz
- 2009–2018: Anna Skarhed
- 2018–2024: Mari Heidenborg
- 2024–2025: Daniel Kjellgren (vikarierande)
- 2025–(nuvarande): Thomas Bull

## Internationellt
Ett ämbete med samma namn finns sedan 1918 jämväl i Finland (se Justitiekanslern (Finland)). Eftersom rättssystemen utvecklats på olika sätt i olika länder kan man knappast säga att justitiekanslersämbetet finns i samma utformning i något annat land. Jämför till exempel lordkanslern och ovan nämnda kronjurist.

### Författningar som reglerar justitiekanslerns arbete
- Förordning (1975:1345) med instruktion för Justitiekanslern
- Lag (1975:1339) om justitiekanslerns tillsyn